# مسابقات قهرمانی بسکتبال آسیا ۲۰۰۷
مسابقات قهرمانی بسکتبال آسیا ۲۰۰۷ بیست و چهارمین دورهٔ قهرمانی آسیا برای مردان می‌باشد که از ۲۸ ژوئیه تا ۵ اوت در توکوشیما، ژاپن برگزار گردید. این رویداد، رقابت انتخابی بسکتبال مردان در المپیک تابستانی پکن ۲۰۰۸ بود. تیم‌های برتر دورهٔ پیشین به همراه تیم‌های دیگری که از راه انتخابی منطقه‌ای به این مسابقات راه یافته بودند، می‌توانستند در این دوره شرکت کنند. با توجه به حضور تیم چین در المپیک به عنوان میزبان بازی‌ها، برترین تیم مسابقات به غیر از چین، به صورت مستقیم به المپیک راه پیدا می‌کرد و دو تیم برتر دیگر به رقابت‌های انتخابی المپیک راه پیدا می‌کردند. همین موضوع باعث شد تا چینی‌ها تیم اصلی خود را به این تورنمت اعزام نکنند و تیم اصلی چین با کاپیتانی یائو مینگ و بازیکن جوان خود یی جیانلیان، برای کسب آمادگی لازم در مسابقات جام استانکوویچ و رقابت‌های دوستانه با تیم‌های اروپایی شرکت کرد. ایران در دومین دیدار خود برابر تیم لبنان در دیدار پایانی با نتیجهٔ ۷۴–۶۹ این تیم را شکست داد و توانست نخستین قهرمانی خود را به دست بیاورد. کره جنوبی نیز در دیدار رده‌بندی برای کسب جایگاه سوم توانست قزاقستان را شکست دهد و همراه لبنان به عنوان آخرین نمایندهٔ آسیا در انتخابی المپیک شرکت کند.

## انتخابی
طبق قوانین فیبا آسیا، هر منطقهٔ آسیا دو سهمیه داشت و میزبان (ژاپن) و مدافع عنوان قهرمانی (چین) به‌طور خودکار به این رقابت‌ها راه یافتند. چهار سهمیهٔ دیگر نیز به چهار تیم برتر قهرمانی آسیا ۲۰۰۵ اختصاص پیدا کرد. ده تیم دیگر با برتری در مسابقات منطقه‌ای، به این رقابت‌ها راه یافتند.
| شرق آسیا (۲+۲+۱) | خلیج فارس (۲+۱)   | مرکز آسیا (۲) | جنوب شرق آسیا (۲) | غرب آسیا (۲+۲) |
| ---------------- | ----------------- | ------------- | ----------------- | -------------- |
| ژاپن             | ایران             | قزاقستان      | فیلیپین           | اردن           |
| چین              | امارات متحدهٔ عربی | هند           | اندونزی           | لبنان          |
| تایوان           |                   |               |                   | سوریه          |
| هنگ کنگ          |                   |               |                   | قطر            |
| کرهٔ جنوبی        |                   |               |                   | عربستان سعودی  |

## قرعه‌کشی
| گروه A                       | گروه B                                             | گروه C                         | گروه D                               |
| ---------------------------- | -------------------------------------------------- | ------------------------------ | ------------------------------------ |
| چین · اردن · ایران · فیلیپین | لبنان · عربستان سعودی * · امارات متحدهٔ عربی · ژاپن | قطر · هند · قزاقستان · اندونزی | کرهٔ جنوبی · هنگ کنگ · سوریه · تایوان |

* عربستان سعودی از رقابت‌ها کنار کشید و  کویت جانشین این تیم شد.

## دور مقدماتی

### گروه A
| تیم     | بازی | برد | باخت | امتیاز برده | امتیاز باخته | تفاضل | امتیازات |
| ------- | ---- | --- | ---- | ----------- | ------------ | ----- | -------- |
| ایران   | ۳    | ۳   | ۰    | ۲۱۲         | ۱۹۱          | ۲۱+   | ۶        |
| اردن    | ۳    | ۲   | ۱    | ۲۱۶         | ۲۰۱          | ۱۵+   | ۵        |
| فیلیپین | ۳    | ۱   | ۲    | ۲۲۴         | ۲۳۳          | ۹–    | ۴        |
| چین     | ۳    | ۰   | ۳    | ۲۰۷         | ۲۳۴          | ۲۷–   | ۳        |

| ۲۸ ژوئیه ۱۱:۱۵ |

| Report |

| چین                                                            | ۶۵–۷۸ | اردن                                                 |
| امتیاز بر پایه وقت: ۱۸–۱۷, ۱۲–۱۸, ۱۹–۲۵, ۱۶–۱۸                 |       |                                                      |
| امتیاز: Yang M.، Wang B. ۱۵ ریباند: Zhang K. ۷ پاس : Yang M. ۳ |       | امتیاز: Wright ۳۱ ریباند: I. Abbas ۱۷ پاس: Daghlas ۴ |

| ۲۸ ژوئیه ۱۸:۰۰ |

| Report |

| ایران                                                 | ۷۵–۶۹ | فیلیپین                                                  |
| امتیاز بر پایه وقت: ۱۹–۱۴, ۱۱–۱۱, ۲۱–۱۱, ۲۴–۳۳        |       |                                                          |
| امتیاز: S. Nikkhah ۲۵ ریباند: Davari ۸ پاس : Davari ۲ |       | امتیاز: Raymundo ۱۵ ریباند: Taulava ۸ پاس: چهار بازیکن ۱ |

| ۲۹ ژوئیه ۱۸:۰۰ |

| Report |

| فیلیپین                                             | ۷۹–۷۴ | چین                                                             |
| امتیاز بر پایه وقت: ۱۹–۲۵, ۱۹–۲۴, ۱۸–۸, ۲۳–۱۷       |       |                                                                 |
| امتیاز: Alapag ۲۵ ریباند: Williams ۹ پاس : Alapag ۳ |       | امتیاز: Yi L.، Wang B. ۱۴ ریباند: Yi L.، Li K. ۵ پاس: Bian Q. ۴ |

| ۲۹ ژوئیه ۲۰:۱۵ |

| Report |

| اردن                                                   | ۵۴–۶۰ | ایران                                                 |
| امتیاز بر پایه وقت: ۲۱–۱۱, ۱۲–۱۰, ۸–۲۵, ۱۳–۱۴          |       |                                                       |
| امتیاز: Soobzokov ۱۴ ریباند: Al-Khas ۷ پاس : Al-Khas ۴ |       | امتیاز: Haddadi ۱۸ ریباند: Haddadi ۱۱ پاس: Sahakian ۳ |

| ۳۰ ژوئیه ۱۵:۴۵ |

| Report |

| ایران                                                               | ۷۷–۶۸ | چین                                                |
| امتیاز بر پایه وقت: ۱۷–۱۲, ۱۶–۲۱, ۲۶–۱۳, ۱۸–۲۲                      |       |                                                    |
| امتیاز: A. Nikkhah ۱۹ ریباند: Haddadi ۸ پاس : Kamrani, A. Nikkhah ۳ |       | امتیاز: Bian Q. ۱۵ ریباند: Wang B. ۵ پاس: Han S. ۲ |

| ۳۰ ژوئیه ۱۸:۰۰ |

| Report |

| فیلیپین                                                   | ۷۶–۸۴ | اردن                                                           |
| امتیاز بر پایه وقت: ۱۸–۱۳, ۱۷–۲۰, ۱۶–۲۱, ۲۵–۳۰            |       |                                                                |
| امتیاز: Taulava ۱۴ ریباند: Williams ۷ پاس : Helterbrand ۵ |       | امتیاز: Wright ۲۴ ریباند: I. Abbas ۹ پاس: Soobzokov, Daghlas ۵ |

### گروه B
| تیم               | بازی | برد | باخت | امتیاز برده | امتیاز باخته | تفاضل | امتیازات |
| ----------------- | ---- | --- | ---- | ----------- | ------------ | ----- | -------- |
| ژاپن              | ۳    | ۳   | ۰    | ۲۸۷         | ۱۸۱          | ۱۰۶+  | ۶        |
| لبنان             | ۳    | ۲   | ۱    | ۲۷۷         | ۲۰۰          | ۷۷+   | ۵        |
| امارات متحدهٔ عربی | ۳    | ۱   | ۲    | ۱۹۹         | ۲۸۳          | ۸۴–   | ۴        |
| کویت              | ۳    | ۰   | ۳    | ۱۷۵         | ۲۷۴          | ۹۹–   | ۳        |

| ۲۸ ژوئیه ۱۵:۴۵ |

| Report |

| امارات متحدهٔ عربی                                                             | ۶۶–۱۰۹ | ژاپن                                                |
| امتیاز بر پایه وقت: ۱۱–۳۲, ۱۵–۲۶, ۲۴–۲۸, ۱۶–۲۳                                |        |                                                     |
| امتیاز: Al-Zaabi ۱۸ ریباند: Khalfan ۶ پاس : Abdulredha, Al-Suwaidi, Khalfan ۱ |        | امتیاز: Orimo ۱۷ ریباند: Takeuchi ۷ پاس: Sakuragi ۵ |

| ۲۸ ژوئیه ۲۰:۱۵ |

| Report |

| لبنان                                                        | ۱۰۴–۵۹ | کویت                                                                          |
| امتیاز بر پایه وقت: ۱۹–۱۴, ۲۹–۱۵, ۳۱–۸, ۲۵–۲۲                |        |                                                                               |
| امتیاز: Vogel ۲۶ ریباند: Vogel ۱۳ پاس : Mahmoud, El Khatib ۱ |        | امتیاز: F. Al-Rabah, Ashkanani ۱۳ ریباند: Al-Tabakh ۵ پاس: Mohammad, Farhan ۱ |

| ۲۹ ژوئیه ۱۱:۱۵ |

| Report |

| کویت                                                         | ۶۸–۶۹ | امارات متحدهٔ عربی                                                    |
| امتیاز بر پایه وقت: ۲۰–۱۶, ۱۸–۱۶, ۱۳–۱۵, ۱۷–۲۲               |       |                                                                      |
| امتیاز: Abdulredha ۱۵ ریباند: Al-Tabakh ۷ پاس : Abdulredha ۳ |       | امتیاز: Abdulredha ۱۵ ریباند: Abdulredha ۶ پاس: Abdulredha, Khamis ۲ |

| ۲۹ ژوئیه ۱۵:۴۵ |

| Report |

| ژاپن                                                 | ۷۷–۶۷ | لبنان                                             |
| امتیاز بر پایه وقت: ۲۰–۲۲, ۱۴–۱۸, ۱۸–۲۰, ۲۵–۷        |       |                                                   |
| امتیاز: Takeuchi ۱۵ ریباند: Sakuragi ۹ پاس : Amino ۴ |       | امتیاز: Vogel ۲۱ ریباند: Beshara ۹ پاس: Mahmoud ۴ |

| ۳۰ ژوئیه ۱۱:۱۵ |

| Report |

| امارات متحدهٔ عربی                                              | ۶۴–۱۰۶ | لبنان                                                      |
| امتیاز بر پایه وقت: ۳–۳۴, ۲۸–۲۳, ۱۹–۳۱, ۱۴–۱۸                  |        |                                                            |
| امتیاز: Abdulredha ۱۵ ریباند: Ahmed ۶ پاس : Moosa, Al-Nuaimi ۲ |        | امتیاز: El Khatib ۳۷ ریباند: El Khatib ۱۴ پاس: El Khatib ۳ |

| ۳۰ ژوئیه ۲۰:۱۵ |

| Report |

| ژاپن                                                     | ۱۰۱–۴۸ | کویت                                                               |
| امتیاز بر پایه وقت: ۱۸–۱۴, ۲۹–۳, ۲۸–۱۵, ۲۶–۱۶            |        |                                                                    |
| امتیاز: Takeuchi ۲۲ ریباند: Takeuchi ۱۰ پاس : Takeuchi ۶ |        | امتیاز: Al-Tabakh ۸ ریباند: Ashkanani, Farhan ۵ پاس: چهار بازیکن ۱ |

### گروه C
| تیم      | بازی | برد | باخت | امتیاز برده | امتیاز باخته | تفاضل | امتیازات |
| -------- | ---- | --- | ---- | ----------- | ------------ | ----- | -------- |
| قطر      | ۳    | ۳   | ۰    | ۲۶۸         | ۱۶۳          | ۱۰۵+  | ۶        |
| قزاقستان | ۳    | ۲   | ۱    | ۲۷۳         | ۲۰۳          | ۷۰+   | ۵        |
| هند      | ۳    | ۱   | ۲    | ۱۹۵         | ۲۶۹          | ۷۴–   | ۴        |
| اندونزی  | ۳    | ۰   | ۳    | ۱۶۴         | ۲۶۵          | ۱۰۱–  | ۳        |

| ۲۸ ژوئیه ۹:۰۰ |

| Report |

| قطر                                                | ۱۰۶–۴۹ | هند                                                            |
| امتیاز بر پایه وقت: ۲۲–۱۲, ۲۶–۱۴, ۲۷–۱۹, ۳۱–۴      |        |                                                                |
| امتیاز: Mo. Saleem ۱۴ ریباند: Ahmad ۷ پاس : Musa ۵ |        | امتیاز: Kumar ۱۱ ریباند: Ravindran, J. Singh ۴ پاس: D. Singh ۲ |

| ۲۸ ژوئیه ۹:۰۰ |

| Report |

| قزاقستان                                                    | ۱۰۷–۵۳ | اندونزی                                                        |
| امتیاز بر پایه وقت: ۲۴–۱۵, ۳۴–۹, ۳۱–۱۰, ۱۸–۱۹               |        |                                                                |
| امتیاز: Issakov ۲۷ ریباند: Ponomarev ۸ پاس : Yevstigneyev ۱ |        | امتیاز: Wuysang ۲۱ ریباند: Ekayana, Indrajaya ۴ پاس: Ekayana ۲ |

| ۲۹ ژوئیه ۹:۰۰ |

| Report |

| هند                                                          | ۷۴–۹۷ | قزاقستان                                                    |
| امتیاز بر پایه وقت: ۱۱–۲۳, ۲۰–۲۷, ۲۰–۲۴, ۲۳–۲۳               |       |                                                             |
| امتیاز: J. Singh ۱۱ ریباند: Padavetiyil ۵ پاس : پنج بازیکن ۱ |       | امتیاز: Ponomarev ۲۹ ریباند: Yevstigneyev ۱۲ پاس: Issakov ۴ |

| ۲۹ ژوئیه ۱۱:۱۵ |

| Report |

| اندونزی                                                             | ۴۵–۸۶ | قطر                                                      |
| امتیاز بر پایه وقت: ۷–۱۹, ۱۲–۲۸, ۱۵–۲۳, ۱۱–۱۶                       |       |                                                          |
| امتیاز: Cokorda ۱۰ ریباند: Situmorang ۴ پاس : Wuysang, Situmorang ۱ |       | امتیاز: Musa, Ali ۱۴ ریباند: Ahmad, Zaidan ۵ پاس: Musa ۳ |

| ۳۰ ژوئیه ۹:۰۰ |

| Report |

| اندونزی                                                          | ۶۶–۷۲ | هند                                                           |
| امتیاز بر پایه وقت: ۱۸–۲۱, ۲۳–۱۵, ۱۴–۱۶, ۱۱–۲۰                   |       |                                                               |
| امتیاز: Sondakh ۱۴ ریباند: Situmorang ۶ پاس : Cokorda, Sondakh ۱ |       | امتیاز: Uddin ۱۷ ریباند: Mukkanniyil, J. Singh ۷ پاس: Kadam ۲ |

| ۳۰ ژوئیه ۱۳:۳۰ |

| Report |

| قزاقستان                                                | ۶۹–۷۶ | قطر                                                      |
| امتیاز بر پایه وقت: ۱۷–۱۷, ۱۳–۲۳, ۱۹–۱۶, ۲۰–۲۰          |       |                                                          |
| امتیاز: Issakov ۱۵ ریباند: Ponomarev ۸ پاس : Voyeikov ۳ |       | امتیاز: Abdulrahman ۲۵ ریباند: Musa ۷ پاس: Ismail, Ali ۴ |

### گروه D
| تیم       | بازی | برد | باخت | امتیاز برده | امتیاز باخته | تفاضل | امتیازات |
| --------- | ---- | --- | ---- | ----------- | ------------ | ----- | -------- |
| کرهٔ جنوبی | ۳    | ۳   | ۰    | ۲۸۱         | ۲۱۶          | ۶۵+   | ۶        |
| تایوان    | ۳    | ۲   | ۱    | ۲۵۸         | ۲۳۲          | ۲۶+   | ۵        |
| هنگ کنگ   | ۳    | ۱   | ۲    | ۲۵۲         | ۳۰۵          | ۵۳–   | ۴        |
| سوریه     | ۳    | ۰   | ۳    | ۲۴۵         | ۲۸۳          | ۳۸–   | ۳        |

| ۲۸ ژوئیه ۱۱:۱۵ |

| Report |

| کرهٔ جنوبی                                                         | ۱۰۷–۶۷ | هنگ کنگ                                                                      |
| امتیاز بر پایه وقت: ۳۰–۲۰, ۱۵–۱۵, ۲۴–۱۷, ۳۸–۱۵                    |        |                                                                              |
| امتیاز: Lee D.J. ۱۹ ریباند: Ha S.J. ۹ پاس : Yang D.G., Kim J.S. ۳ |        | امتیاز: Lo Y.T. ۱۶ ریباند: Siu K.W., Li W.L., Poon C.H. ۴ پاس: چهار بازیکن ۲ |

| ۲۸ ژوئیه ۱۳:۳۰ |

| Report |

| سوریه                                                                | ۶۶–۹۰ | تایوان                                                   |
| امتیاز بر پایه وقت: ۱۹–۱۵, ۱۸–۲۰, ۱۸–۲۵, ۱۱–۳۰                       |       |                                                          |
| امتیاز: Madanly ۳۷ ریباند: Hasaballah ۱۲ پاس : Madanly, Hasaballah ۲ |       | امتیاز: Yang C.Y. ۳۰ ریباند: Lin C.C. ۱۱ پاس: Lin C.C. ۳ |

| ۲۹ ژوئیه ۹:۰۰ |

| Report |

| هنگ کنگ                                                     | ۱۰۴–۱۰۰ | سوریه                                                |
| امتیاز بر پایه وقت: ۲۲–۱۳, ۲۳–۲۹, ۳۲–۲۳, ۲۷–۳۵              |         |                                                      |
| امتیاز: Poon C.H. ۳۸ ریباند: Fong S.Y. ۱۱ پاس : Poon C.H. ۶ |         | امتیاز: Madanly ۲۷ ریباند: Madanly ۱۲ پاس: Madanly ۴ |

| ۲۹ ژوئیه ۱۳:۳۰ |

| Report |

| تایوان                                                                                | ۷۰–۸۵ | کرهٔ جنوبی                                             |
| امتیاز بر پایه وقت: ۱۴–۲۵, ۱۹–۱۷, ۱۷–۲۴, ۲۰–۱۹                                        |       |                                                       |
| امتیاز: Wu T.H. ۲۰ ریباند: Wu T.H., Chen H.A. ۵ پاس : Chen S.N., Lee H.L., Lin C.C. ۲ |       | امتیاز: Ha S.J. ۲۵ ریباند: Ha S.J. ۷ پاس: Shin K.S. ۵ |

| ۳۰ ژوئیه ۱۱:۱۵ |

| Report |

| تایوان                                                 | ۹۸–۸۱ | هنگ کنگ                                               |
| امتیاز بر پایه وقت: ۲۹–۱۵, ۲۷–۲۰, ۲۰–۲۱, ۲۲–۲۵         |       |                                                       |
| امتیاز: Wu T.H. ۲۴ ریباند: Chen H.A. ۷ پاس : Wu T.H. ۵ |       | امتیاز: Li K.W. ۱۸ ریباند: Fong S.Y. ۶ پاس: Li K.W. ۳ |

| ۳۰ ژوئیه ۱۱:۱۵ |

| Report |

| سوریه                                                                         | ۷۹–۸۹ | کرهٔ جنوبی                                                        |
| امتیاز بر پایه وقت: ۱۷–۲۷, ۱۷–۲۰, ۱۸–۲۸, ۲۷–۱۴                                |       |                                                                  |
| امتیاز: Al-Samman ۲۰ ریباند: Al-Hakam ۸ پاس : Al-Khatib, Madanly, Al-Sharif ۱ |       | امتیاز: Kim J.S. ۱۷ ریباند: Ha S.J., Lee D.J. ۱۲ پاس: Kim S.H. ۵ |

## دور یک‌چهارم نهایی

### گروه E
| تیم    | بازی | برد | باخت | امتیاز برده | امتیاز باخته | تفاضل | امتیازات |
| ------ | ---- | --- | ---- | ----------- | ------------ | ----- | -------- |
| لبنان  | ۳    | ۳   | ۰    | ۲۶۷         | ۱۹۲          | ۷۵+   | ۶        |
| ایران  | ۳    | ۲   | ۱    | ۲۳۱         | ۲۳۳          | ۲–    | ۵        |
| قطر    | ۳    | ۱   | ۲    | ۲۴۲         | ۲۵۹          | ۱۷–   | ۴        |
| تایوان | ۳    | ۰   | ۳    | ۲۰۲         | ۲۵۸          | ۵۶–   | ۳        |

| ۳۱ ژوئیه ۱۳:۳۰ |

| Report |

| ایران                                                       | ۷۶–۶۴ | تایوان                                                          |
| امتیاز بر پایه وقت: ۲۳–۱۷, ۱۴–۱۷, ۲۴–۱۰, ۱۵–۲۰              |       |                                                                 |
| امتیاز: S. Nikkhah ۲۲ ریباند: Haddadi ۱۶ پاس : A. Nikkhah ۳ |       | امتیاز: Wu T.H., Chen H.A. ۱۶ ریباند: Wu T.H. ۶ پاس: Lee H.L. ۴ |

| ۳۱ ژوئیه ۱۵:۴۵ |

| Report |

| لبنان                                                      | ۹۰–۶۸ | قطر                                                   |
| امتیاز بر پایه وقت: ۲۷–۱۶, ۲۵–۱۴, ۱۸–۲۹, ۲۰–۹              |       |                                                       |
| امتیاز: El Khatib ۳۸ ریباند: El Khatib ۹ پاس : El Khatib ۵ |       | امتیاز: Ismail ۱۹ ریباند: Ismail ۹ پاس: چهار بازیکن ۱ |

| ۱ اوت ۱۵:۴۵ |

| Report |

| تایوان                                                     | ۶۴–۹۵ | لبنان                                               |
| امتیاز بر پایه وقت: ۱۳–۲۱, ۱۲–۱۸, ۲۳–۲۸, ۱۶–۲۸             |       |                                                     |
| امتیاز: Chen H.A. ۲۱ ریباند: Chen S.N. ۷ پاس : Chen S.N. ۴ |       | امتیاز: El Khatib ۲۸ ریباند: Beshara ۷ پاس: Vogel ۲ |

| ۱ اوت ۱۸:۰۰ |

| Report |

| قطر                                               | ۸۷–۹۵ | ایران                                                  |
| امتیاز بر پایه وقت: ۲۰–۲۴, ۲۱–۲۰, ۲۲–۲۴, ۲۴–۲۷    |       |                                                        |
| امتیاز: Musa ۲۱ ریباند: چهار بازیکن ۴ پاس : Ali ۳ |       | امتیاز: A. Nikkhah ۲۵ ریباند: Haddadi ۹ پاس: Kamrani ۵ |

| ۲ اوت ۱۳:۳۰ |

| Report |

| قطر                                                | ۸۷–۷۴ | تایوان                                                                         |
| امتیاز بر پایه وقت: ۲۰–۱۲, ۲۰–۲۰, ۲۲–۱۹, ۲۵–۲۳     |       |                                                                                |
| امتیاز: Ismail ۲۴ ریباند: Ismail ۱۰ پاس : Ismail ۴ |       | امتیاز: Chen H.A. ۱۸ ریباند: Tseng W.T. ۹ پاس: Chen S.N., Lee C.Y., Lin Y.H. ۲ |

| ۲ اوت ۱۸:۰۰ |

| Report |

| ایران                                                   | ۶۰–۸۲ | لبنان                                                  |
| امتیاز بر پایه وقت: ۱۴–۲۴, ۱۱–۲۱, ۲۱–۱۵, ۱۴–۲۲          |       |                                                        |
| امتیاز: A. Nikkhah ۱۶ ریباند: Haddadi ۶ پاس : Kamrani ۳ |       | امتیاز: El Khatib ۲۲ ریباند: Vogel ۱۳ پاس: El Khatib ۴ |

### گروه F
| تیم       | بازی | برد | باخت | امتیاز برده | امتیاز باخته | تفاضل | امتیازات | تساوی‌شکنی |
| --------- | ---- | --- | ---- | ----------- | ------------ | ----- | -------- | --------- |
| قزاقستان  | ۳    | ۲   | ۱    | ۲۴۱         | ۲۴۰          | ۱+    | ۵        | ۱–۰       |
| کرهٔ جنوبی | ۳    | ۲   | ۱    | ۲۳۶         | ۲۲۳          | ۱۳+   | ۵        | ۰–۱       |
| ژاپن      | ۳    | ۱   | ۲    | ۲۳۹         | ۲۵۴          | ۱۵–   | ۴        | ۱–۰       |
| اردن      | ۳    | ۱   | ۲    | ۲۱۵         | ۲۱۴          | ۱+    | ۴        | ۰–۱       |

| ۳۱ ژوئیه ۱۸:۰۰ |

| Report |

| اردن                                                                    | ۶۵–۷۰ | کرهٔ جنوبی                                             |
| امتیاز بر پایه وقت: ۱۶–۱۹, ۱۹–۲۰, ۱۶–۱۷, ۱۴–۱۴                          |       |                                                       |
| امتیاز: Wright ۲۳ ریباند: I. Abbas ۹ پاس : Wright, Soobzokov, Daghlas ۱ |       | امتیاز: Ha S.J. ۲۱ ریباند: Ha S.J. ۱۲ پاس: Kim S.H. ۴ |

| ۳۱ ژوئیه ۲۰:۱۵ |

| Report |

| ژاپن                                                     | ۸۵–۹۳ | قزاقستان                                                  |
| امتیاز بر پایه وقت: ۱۵–۲۶, ۲۱–۲۰, ۱۵–۱۶, ۳۴–۳۱           |       |                                                           |
| امتیاز: Kawamura ۲۱ ریباند: Sakuragi ۶ پاس : Kashiwagi ۷ |       | امتیاز: Ponomarev ۲۴ ریباند: Yargaliyev ۷ پاس: Nechayev ۵ |

| ۱ اوت ۱۸:۰۰ |

| Report |

| قزاقستان                                                                    | ۷۳–۸۲ | اردن                                                                  |
| امتیاز بر پایه وقت: ۲۸–۱۹, ۱۱–۲۷, ۱۸–۱۴, ۱۶–۲۲                              |       |                                                                       |
| امتیاز: Issakov ۲۰ ریباند: Ponomarev ۸ پاس : Voyeikov, Ponomarev, Issakov ۲ |       | امتیاز: Wright, Z. Abbas, Al-Khas ۱۶ ریباند: Al-Khas ۶ پاس: Daghlas ۶ |

| ۱ اوت ۲۰:۱۵ |

| Report |

| کرهٔ جنوبی                                                                     | ۹۳–۸۳ | ژاپن                                                           |
| امتیاز بر پایه وقت: ۲۲–۱۵, ۲۱–۱۸, ۲۲–۱۷, ۲۸–۳۳                                |       |                                                                |
| امتیاز: Yang D.G. ۲۹ ریباند: Ha S.J. ۹ پاس : Shin K.S., Kim S.H., Yang H.J. ۲ |       | امتیاز: Kawamura, Sakuragi ۱۷ ریباند: Sakuragi ۱۷ پاس: Amino ۲ |

| ۲ اوت ۱۵:۴۵ |

| Report |

| قزاقستان                                                   | ۷۵–۷۳ | کرهٔ جنوبی                                              |
| امتیاز بر پایه وقت: ۱۷–۱۶, ۲۲–۲۱, ۱۱–۱۱, ۲۵–۲۵             |       |                                                        |
| امتیاز: Ponomarev ۲۰ ریباند: Ponomarev ۱۱ پاس : Nechayev ۳ |       | امتیاز: Kim J.S. ۳۰ ریباند: Kim J.S. ۹ پاس: Kim S.H. ۶ |

| ۲ اوت ۲۰:۱۵ |

| Report |

| اردن                                                         | ۶۸–۷۱ | ژاپن                                                             |
| امتیاز بر پایه وقت: ۷–۲۱, ۱۹–۱۶, ۲۱–۲۵, ۲۱–۹                 |       |                                                                  |
| امتیاز: Wright ۱۵ ریباند: Daghlas, Al-Khas ۷ پاس : Daghlas ۴ |       | امتیاز: Sakuragi ۱۷ ریباند: Sakuragi ۸ پاس: Igarashi, Sakuragi ۳ |

### گروه G
| تیم     | بازی | برد | باخت | امتیاز برده | امتیاز باخته | تفاضل | امتیازات |
| ------- | ---- | --- | ---- | ----------- | ------------ | ----- | -------- |
| فیلیپین | ۳    | ۳   | ۰    | ۳۰۰         | ۲۲۷          | ۷۳+   | ۶        |
| سوریه   | ۳    | ۲   | ۱    | ۳۱۴         | ۲۳۰          | ۸۴+   | ۵        |
| کویت    | ۳    | ۱   | ۲    | ۱۹۹         | ۲۶۶          | ۶۷–   | ۴        |
| هند     | ۳    | ۰   | ۳    | ۱۹۱         | ۲۸۱          | ۹۰–   | ۳        |

| ۳۱ ژوئیه ۹:۰۰ |

| Report |

| فیلیپین                                                          | ۱۰۷–۱۰۰ (OT) | سوریه                                                 |
| امتیاز بر پایه وقت: ۱۸–۲۴, ۱۷–۱۴, ۳۰–۲۷, ۲۴–۲۴, وقت اضافه: ۱۸–۱۱ |              |                                                       |
| امتیاز: Alapag ۳۲ ریباند: Taulava ۱۷ پاس : Alapag ۵              |              | امتیاز: Madanly ۳۳ ریباند: Yakoub ۱۴ پاس: Al-Khatib ۲ |

| ۳۱ ژوئیه ۱۱:۱۵ |

| Report |

| کویت                                                                     | ۷۲–۶۸ | هند                                            |
| امتیاز بر پایه وقت: ۲۳–۲۷, ۱۳–۱۱, ۱۵–۱۴, ۲۱–۱۶                           |       |                                                |
| امتیاز: Farhan ۲۳ ریباند: Al-Tabakh, Farhan ۸ پاس : Abdulredha, Farhan ۲ |       | امتیاز: Rai ۲۰ ریباند: J. Singh ۹ پاس: Kadam ۹ |

| ۱ اوت ۹:۰۰ |

| Report |

| هند                                            | ۶۹–۱۰۴ | فیلیپین                                                     |
| امتیاز بر پایه وقت: ۱۸–۲۵, ۲۳–۲۲, ۱۴–۳۵, ۱۴–۲۲ |        |                                                             |
| امتیاز: Kadam ۱۲ ریباند: Raj ۱۰ پاس : Kadam ۸  |        | امتیاز: Norwood, Seigle ۲۳ ریباند: Seigle ۱۱ پاس: Norwood ۴ |

| ۱ اوت ۱۱:۱۵ |

| Report |

| سوریه                                                  | ۱۰۹–۶۹ | کویت                                                                      |
| امتیاز بر پایه وقت: ۲۹–۱۲, ۱۹–۱۷, ۳۲–۱۴, ۲۹–۲۶         |        |                                                                           |
| امتیاز: Madanly ۴۳ ریباند: Yakoub ۱۵ پاس : Al-Sharif ۶ |        | امتیاز: F. Al-Rabah ۱۵ ریباند: Al-Mutairi, Al-Khabbaz ۵ پاس: Abdulredha ۴ |

| ۲ اوت ۹:۰۰ |

| Report |

| فیلیپین                                                | ۸۹–۵۸ | کویت                                                           |
| امتیاز بر پایه وقت: ۲۳–۱۰, ۲۳–۱۰, ۲۷–۲۷, ۱۶–۱۱         |       |                                                                |
| امتیاز: Norwood ۱۸ ریباند: Williams ۱۳ پاس : Norwood ۵ |       | امتیاز: Abdulredha ۱۴ ریباند: F. Al-Rabah ۶ پاس: F. Al-Rabah ۵ |

| ۲ اوت ۱۱:۱۵ |

| Report |

| هند                                             | ۵۴–۱۰۵ | سوریه                                                     |
| امتیاز بر پایه وقت: ۱۶–۳۴, ۱۲–۱۳, ۱۰–۳۷, ۱۶–۲۱  |        |                                                           |
| امتیاز: Rai ۱۴ ریباند: J. Singh ۶ پاس : Kadam ۳ |        | امتیاز: Madanly ۳۶ ریباند: Hasaballah ۱۱ پاس: Al-Sharif ۶ |

### گروه H
| تیم               | بازی | برد | باخت | امتیاز برده | امتیاز باخته | تفاضل | امتیازات |
| ----------------- | ---- | --- | ---- | ----------- | ------------ | ----- | -------- |
| چین               | ۳    | ۳   | ۰    | ۲۹۵         | ۱۷۱          | ۱۲۴+  | ۶        |
| اندونزی           | ۳    | ۲   | ۱    | ۲۱۱         | ۲۶۱          | ۵۰–   | ۵        |
| هنگ کنگ           | ۳    | ۱   | ۲    | ۲۳۴         | ۲۳۸          | ۴–    | ۴        |
| امارات متحدهٔ عربی | ۳    | ۰   | ۳    | ۲۰۰         | ۲۷۰          | ۷۰–   | ۳        |

| ۳۱ ژوئیه ۹:۰۰ |

| Report |

| چین                                                      | ۹۳–۶۹ | هنگ کنگ                                               |
| امتیاز بر پایه وقت: ۲۱–۱۴, ۲۸–۱۴, ۲۰–۲۰, ۲۴–۲۱           |       |                                                       |
| امتیاز: Gu L.Y. ۲۲ ریباند: Gu L.Y. ۶ پاس : چهار بازیکن ۲ |       | امتیاز: Li K.W. ۱۹ ریباند: Wong C.W. ۵ پاس: Lo Y.T. ۵ |

| ۳۱ ژوئیه ۱۱:۱۵ |

| Report |

| امارات متحدهٔ عربی                                                | ۸۱–۸۳ (OT) | اندونزی                                                       |
| امتیاز بر پایه وقت: ۲۵–۲۰, ۱۲–۲۱, ۱۸–۱۶, ۱۶–۱۴, وقت اضافه: ۱۰–۱۲ |            |                                                               |
| امتیاز: Ahmed ۲۵ ریباند: Mohamed ۱۱ پاس : چهار بازیکن ۱          |            | امتیاز: Wuysang ۲۲ ریباند: Situmorang ۸ پاس: Ahmad, Sondakh ۳ |

| ۱ اوت ۹:۰۰ |

| Report |

| اندونزی                                                                | ۴۷–۱۰۲ | چین                                                      |
| امتیاز بر پایه وقت: ۸–۲۰, ۱۷–۲۷, ۱۴–۳۱, ۸–۲۴                           |        |                                                          |
| امتیاز: Ahmad ۱۳ ریباند: Indrajaya ۶ پاس : Poedjakesuma, Ahmad, Jati ۲ |        | امتیاز: Yi L. ۲۳ ریباند: Gu L.Y. ۸ پاس: Chen L.، Li K. ۲ |

| ۱ اوت ۱۱:۱۵ |

| Report |

| هنگ کنگ                                                   | ۸۷–۶۴ | امارات متحدهٔ عربی                                   |
| امتیاز بر پایه وقت: ۲۴–۹, ۲۲–۱۵, ۲۲–۱۶, ۱۹–۲۴             |       |                                                     |
| امتیاز: Li W.L. ۲۴ ریباند: Fong S.Y. ۱۰ پاس : Poon C.H. ۳ |       | امتیاز: Khamis ۲۰ ریباند: Khamis ۸ پاس: Al-Nuaimi ۲ |

| ۲ اوت ۹:۰۰ |

| Report |

| چین                                                                | ۱۰۰–۵۵ | امارات متحدهٔ عربی                               |
| امتیاز بر پایه وقت: ۳۳–۱۳, ۲۱–۱۵, ۲۸–۱۷, ۱۸–۱۰                     |        |                                                 |
| امتیاز: Chen C. ۲۵ ریباند: Yi L.، Li K. ۷ پاس : Yang M.، Wang B. ۴ |        | امتیاز: Ahmed ۱۷ ریباند: Moosa ۷ پاس: Khalfan ۲ |

| ۲ اوت ۱۱:۱۵ |

| Report |

| اندونزی                                                                      | ۸۱–۷۸ | هنگ کنگ                                                          |
| امتیاز بر پایه وقت: ۲۵–۲۲, ۱۶–۲۰, ۲۲–۲۰, ۲۰–۱۴                               |       |                                                                  |
| امتیاز: Prihantono ۱۴ ریباند: Poedjakesuma, Tiara, Gunawan ۷ پاس : Wuysang ۴ |       | امتیاز: Tam W.Y. ۱۷ ریباند: Li W.L., Tam W.Y. ۸ پاس: Poon C.H. ۴ |

## رده‌بندی نهم تا شانزدهم

### مکان پانزدهم
| ۴ اوت ۹:۰۰ |

| Report |

| هند                                                | ۸۲–۷۷ | امارات متحدهٔ عربی                                          |
| امتیاز بر پایه وقت: ۲۰–۲۲, ۲۷–۱۵, ۲۱–۱۵, ۱۴–۲۵     |       |                                                            |
| امتیاز: Rai ۲۳ ریباند: Mukkanniyil ۹ پاس : Kadam ۵ |       | امتیاز: Ahmed ۱۵ ریباند: Khamis, Khalfan ۸ پاس: Al-Zaabi ۳ |

### مکان سیزدهم
| ۴ اوت ۱۱:۱۵ |

| Report |

| کویت                                                                      | ۶۶–۷۲ | هنگ کنگ                                                                         |
| امتیاز بر پایه وقت: ۱۶–۲۷, ۱۵–۱۳, ۱۵–۱۴, ۲۰–۱۸                            |       |                                                                                 |
| امتیاز: Abdulredha ۱۹ ریباند: Ashkanani ۱۰ پاس : Al-Tabakh, F. Al-Rabah ۳ |       | امتیاز: Fong S.Y., Wong C.W., Tam W.Y. ۱۲ ریباند: Fong S.Y. ۱۲ پاس: Poon C.H. ۷ |

### مکان یازدهم
| ۴ اوت ۹:۰۰ |

| Report |

| سوریه                                                  | ۱۰۸–۷۹ | اندونزی                                             |
| امتیاز بر پایه وقت: ۳۴–۱۷, ۱۴–۱۶, ۳۰–۱۹, ۳۰–۲۷         |        |                                                     |
| امتیاز: Madanly ۴۰ ریباند: Yakoub ۱۵ پاس : Al-Sharif ۵ |        | امتیاز: Wuysang ۳۳ ریباند: Wuysang ۵ پاس: Wuysang ۵ |

### مکان نهم
| ۴ اوت ۱۱:۱۵ |

| Report |

| فیلیپین                                             | ۷۸–۷۶ | چین                                                 |
| امتیاز بر پایه وقت: ۱۹–۲۲, ۱۷–۱۶, ۲۳–۲۳, ۱۹–۱۵      |       |                                                     |
| امتیاز: Seigle ۲۰ ریباند: Williams ۸ پاس : Alapag ۲ |       | امتیاز: Zhang K. ۱۶ ریباند: Zhang K. ۹ پاس: Li K. ۳ |

## رده‌بندی پنجم تا هشتم
|  | نیمه‌نهایی | نیمه‌نهایی |    |       | مکان پنجم | مکان پنجم |  |
|  |           |           |    |       |           |           |  |
|  | ۴ اوت     |           |    |       |           |           |  |
|  | ژاپن      | ۸۰        |    |       |           |           |  |
|  | تایوان    | ۸۵        |    |       |           |           |  |
|  |           |           |    |       |           |           |  |
|  |           |           |    |       | ۵ اوت     |           |  |
|  |           |           |    |       | تایوان    | ۷۴        |  |
|  |           | اردن      | ۹۷ |       |           |           |  |
|  |           |           |    |       |           |           |  |
|  |           |           |    |       |           |           |  |
|  |           |           |    |       | مکان هفتم |           |  |
|  | ۴ اوت     | ۴ اوت     |    | ۵ اوت | ۵ اوت     |           |  |
|  | قطر       | ۶۷        |    | ژاپن  | ۸۲        |           |  |
|  | اردن      | ۷۷        |    |       | قطر       | ۸۶        |  |

### نیمه‌نهایی پنجم تا هفتم
| ۴ اوت ۱۳:۳۰ |

| Report |

| قطر                                                             | ۶۷–۷۷ | اردن                                                      |
| امتیاز بر پایه وقت: ۲۱–۲۶, ۱۷–۱۸, ۱۴–۱۹, ۱۵–۱۴                  |       |                                                           |
| امتیاز: Ali ۲۲ ریباند: Abdulrahman, Ismail ۶ پاس : Turki, Ali ۲ |       | امتیاز: Adais ۲۵ ریباند: Adais ۱۴ پاس: Daghlas, Al-Sous ۲ |

| ۴ اوت ۱۵:۴۵ |

| Report |

| ژاپن                                                           | ۸۰–۸۵ | تایوان                                                    |
| امتیاز بر پایه وقت: ۲۳–۲۵, ۱۷–۱۳, ۲۲–۲۵, ۱۸–۲۲                 |       |                                                           |
| امتیاز: Amino, Sakuragi ۱۵ ریباند: Sakuragi ۶ پاس : Igarashi ۳ |       | امتیاز: Chen H.A. ۲۶ ریباند: Chen H.A. ۹ پاس: Chen H.A. ۳ |

### مکان هفتم
| ۵ اوت ۱۵:۴۵ |

| Report |

| ژاپن                                                  | ۸۲–۸۶ | قطر                                                  |
| امتیاز بر پایه وقت: ۲۲–۱۷, ۱۶–۱۷, ۱۹–۱۵, ۲۵–۳۷        |       |                                                      |
| امتیاز: Kawamura ۲۰ ریباند: Takeuchi ۱۲ پاس : Amino ۵ |       | امتیاز: Ismail ۱۸ ریباند: Abdulrahman ۱۵ پاس: Musa ۴ |

### مکان پنجم
| ۵ اوت ۱۳:۳۰ |

| Report |

| تایوان                                                             | ۷۴–۹۷ | اردن                                                     |
| امتیاز بر پایه وقت: ۱۹–۱۹, ۱۳–۲۲, ۱۳–۲۷, ۳۰–۲۹                     |       |                                                          |
| امتیاز: Chen H.A. ۱۳ ریباند: Wu T.H., Lee C.Y. ۵ پاس : Chen S.N. ۳ |       | امتیاز: Z. Abbas ۲۴ ریباند: Z. Abbas ۱۳ پاس: Soobzokov ۳ |

## دور نهایی
|  | نیمه‌نهایی | نیمه‌نهایی |    |          | نهایی     | نهایی |  |
|  |           |           |    |          |           |       |  |
|  | ۴ اوت     |           |    |          |           |       |  |
|  | قزاقستان  | ۶۲        |    |          |           |       |  |
|  | ایران     | ۷۵        |    |          |           |       |  |
|  |           |           |    |          |           |       |  |
|  |           |           |    |          | ۵ اوت     |       |  |
|  |           |           |    |          | ایران     | ۷۴    |  |
|  |           | لبنان     | ۶۹ |          |           |       |  |
|  |           |           |    |          |           |       |  |
|  |           |           |    |          |           |       |  |
|  |           |           |    |          | مکان سوم  |       |  |
|  | ۴ اوت     | ۴ اوت     |    | ۵ اوت    | ۵ اوت     |       |  |
|  | لبنان     | ۷۶        |    | قزاقستان | ۷۶        |       |  |
|  | کرهٔ جنوبی | ۷۴        |    |          | کرهٔ جنوبی | ۸۰    |  |

### نیمه‌نهایی
| ۴ اوت ۱۸:۰۰ |

| Report |

| لبنان                                               | ۷۶–۷۴ | کرهٔ جنوبی                                                       |
| امتیاز بر پایه وقت: ۲۳–۱۵, ۱۳–۲۶, ۲۴–۱۳, ۱۶–۲۰      |       |                                                                 |
| امتیاز: El Khatib ۳۲ ریباند: Vogel ۱۵ پاس : Fahed ۲ |       | امتیاز: Kim D.W. ۲۳ ریباند: Ha S.J. ۱۰ پاس: Ha S.J., Kim J.S. ۲ |

| ۴ اوت ۲۰:۱۵ |

| Report |

| قزاقستان                                                                          | ۶۲–۷۵ | ایران                                                       |
| امتیاز بر پایه وقت: ۷–۲۶, ۱۲–۱۸, ۱۸–۲۰, ۲۵–۱۱                                     |       |                                                             |
| امتیاز: Korovnikov ۱۷ ریباند: Yevstigneyev, Tyutyunik ۷ پاس : Voyeikov, Shpekht ۲ |       | امتیاز: Kamrani, Afagh ۱۴ ریباند: Haddadi ۱۳ پاس: Kamrani ۴ |

### مکان سوم
| ۵ اوت ۱۸:۰۰ |

| Report |

| قزاقستان                                                  | ۷۶–۸۰ | کرهٔ جنوبی                                             |
| امتیاز بر پایه وقت: ۲۵–۲۳, ۱۶–۱۹, ۱۴–۱۹, ۲۱–۱۹            |       |                                                       |
| امتیاز: Ponomarev ۱۶ ریباند: Ponomarev ۶ پاس : Voyeikov ۵ |       | امتیاز: Ha S.J. ۲۵ ریباند: Ha S.J. ۷ پاس: Yang D.G. ۴ |

### نهایی
| ۵ اوت ۲۰:۱۵ |

| Report |

| ایران                                             | ۷۴–۶۹ | لبنان                                                       |
| امتیاز بر پایه وقت: ۲۱–۱۹, ۱۹–۱۵, ۱۶–۲۰, ۱۸–۱۵    |       |                                                             |
| امتیاز: حدادی ۳۱ ریباند: حدادی ۱۰ پاس : کامرانی ۲ |       | امتیاز: فهد ۲۳ ریباند: Abdelnour, El Khatib ۸ پاس: الخطیب ۴ |

## جدول نهایی

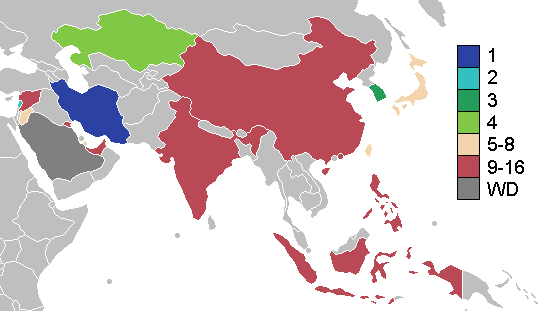
کشورهای شرکت‌کننده

| رتبه | تیم               | رکورد |
| ---- | ----------------- | ----- |
| 1    | ایران             | ۷–۱   |
| 2    | لبنان             | ۶–۲   |
| 3    | کرهٔ جنوبی         | ۶–۲   |
| ۴    | قزاقستان          | ۴–۴   |
| ۵    | اردن              | ۵–۳   |
| ۶    | تایوان            | ۳–۵   |
| ۷    | قطر               | ۵–۳   |
| ۸    | ژاپن              | ۴–۴   |
| ۹    | فیلیپین           | ۵–۲   |
| ۱۰   | چین               | ۳–۴   |
| ۱۱   | سوریه             | ۳–۴   |
| ۱۲   | اندونزی           | ۲–۵   |
| ۱۳   | هنگ کنگ           | ۳–۴   |
| ۱۴   | کویت              | ۱–۶   |
| ۱۵   | هند               | ۲–۵   |
| ۱۶   | امارات متحدهٔ عربی | ۱–۶   |

## جوایز
| قهرمان آسیا ۲۰۰۷       |
| ---------------------- |
| · ایران · نخستین عنوان |

## صدرنشین‌های آماری
| جایگاه | نام             | میانگین امتیاز در هر بازی |
| ------ | --------------- | ------------------------- |
| ۱      | Michael Madanly | ۳۳٫۱                      |
| ۲      | Fadi El Khatib  | ۲۷٫۳                      |
| ۳      | Chen Hsin-an    | ۱۸٫۱                      |
| ۳      | Rasheim Wright  | ۱۸٫۱                      |
| ۵      | Anton Ponomarev | ۱۷٫۶                      |
| ۶      | Joe Vogel       | ۱۷٫۴                      |
| ۷      | Ha Seung-jin    | ۱۷٫۳                      |
| ۸      | Nour Al-Samman  | ۱۶٫۶                      |
| ۹      | Jimmy Alapag    | ۱۶٫۰                      |
| ۱۰     | Kim Joo-sung    | ۱۵٫۵                      |

| جایگاه | نام               | میانگین ریباند در هر بازی |
| ------ | ----------------- | ------------------------- |
| ۱      | Wissam Yakoub     | ۱۰٫۶                      |
| ۲      | حامد حدادی        | ۹٫۶                       |
| ۳      | Ha Seung-jin      | ۹٫۱                       |
| ۴      | Joe Vogel         | ۸٫۹                       |
| ۵      | Michael Madanly   | ۸٫۱                       |
| ۶      | Fong Shing Yee    | ۷٫۶                       |
| ۷      | Radwan Hasaballah | ۷٫۴                       |
| ۸      | Asi Taulava       | ۷٫۱                       |
| ۹      | Anton Ponomarev   | ۷٫۱                       |
| ۹      | J. R. Sakuragi    | ۷٫۱                       |

| جایگاه | نام              | میانگین پاس منجر به گل در هر بازی |
| ------ | ---------------- | --------------------------------- |
| ۱      | Sambhaji Kadam   | ۴٫۰                               |
| ۲      | Poon Chi Ho      | ۳٫۱                               |
| ۳      | Sam Daghlas      | ۳٫۱                               |
| ۴      | Kim Seung-hyun   | ۲٫۹                               |
| ۴      | Yang Dong-geun   | ۲٫۹                               |
| ۶      | Jimmy Alapag     | ۲٫۸                               |
| ۷      | مهدی کامرانی     | ۲٫۶                               |
| ۸      | Sharif Al-Sharif | ۲٫۶                               |
| ۹      | J. R. Sakuragi   | ۲٫۴                               |
| ۱۰     | Daoud Musa       | ۲٫۳                               |
| ۱۰     | Michael Madanly  | ۲٫۳                               |

| جایگاه | نام              | میانگین توپ ربایی در هر بازی |
| ------ | ---------------- | ---------------------------- |
| ۱      | Sambhaji Kadam   | ۲٫۳                          |
| ۲      | Kei Igarashi     | ۱٫۸                          |
| ۳      | Rashed Al-Rabah  | ۱٫۷                          |
| ۴      | Saad Abdulrahman | ۱٫۶                          |
| ۵      | Saqer Abdulredha | ۱٫۶                          |
| ۵      | Michael Madanly  | ۱٫۶                          |
| ۷      | Mehdi Kamrani    | ۱٫۵                          |
| ۷      | Yang Dong-geun   | ۱٫۵                          |
| ۹      | Poon Chi Ho      | ۱٫۴                          |
| ۱۰     | Hamed Afagh      | ۱٫۴                          |

| جایگاه | نام                | میانگین دفاع در هر بازی |
| ------ | ------------------ | ----------------------- |
| ۱      | Hamed Haddadi      | ۱٫۴                     |
| ۲      | Ha Seung-jin       | ۱٫۰                     |
| ۲      | Joe Vogel          | ۱٫۰                     |
| ۴      | Wu Tai-hao         | ۰٫۹                     |
| ۵      | Sulaiman Al-Tabakh | ۰٫۷                     |
| ۶      | Yasseen Ismail     | ۰٫۶                     |
| ۶      | Omer Abdelqader    | ۰٫۶                     |
| ۸      | Wu Qian            | ۰٫۶                     |
| ۹      | Kim Joo-sung       | ۰٫۵                     |
| ۹      | Oshin Sahakian     | ۰٫۵                     |